# 福西納德站
福西纳德火车站(英語：Forsinard railway station /ˌfɔːrsɪnˈɑːrd/ ) 是蘇格蘭远北线的火車站，位於苏格兰北部高地福西纳德村。
萨瑟兰和凯瑟尼斯铁路于 1871 年获得許可，连接赫爾姆斯代爾与維克和瑟索的單線鐵路於1874 年 7 月 28 日通車，本站屬於當年第一批開業的車站之一。   
本站從1923 年 1 月 1 日起改歸伦敦米德兰和苏格兰铁路所有。 根據1925 年 9 月的測量，以行經卡爾布里奇（Carrbridge）與因弗內斯站的路線計算，本站距離珀斯起算391.8公里。本站有長420公尺的待避側線，兩側各有一個月臺。上行（南行）為第一月臺，可停靠4节车厢，下行（北行）為第二月臺，只能停靠3节车厢。 
车站大楼现在被皇家鸟类保护协会用作福西纳德弗羅斯国家自然保护区（弗羅濕地區的一部分）的游客中心。 

## 服务
雙向每天各有四班車，南行至丁沃爾和因弗內斯，北行经瑟索至維克。周日則雙向每天僅有一班車。

## 圖輯

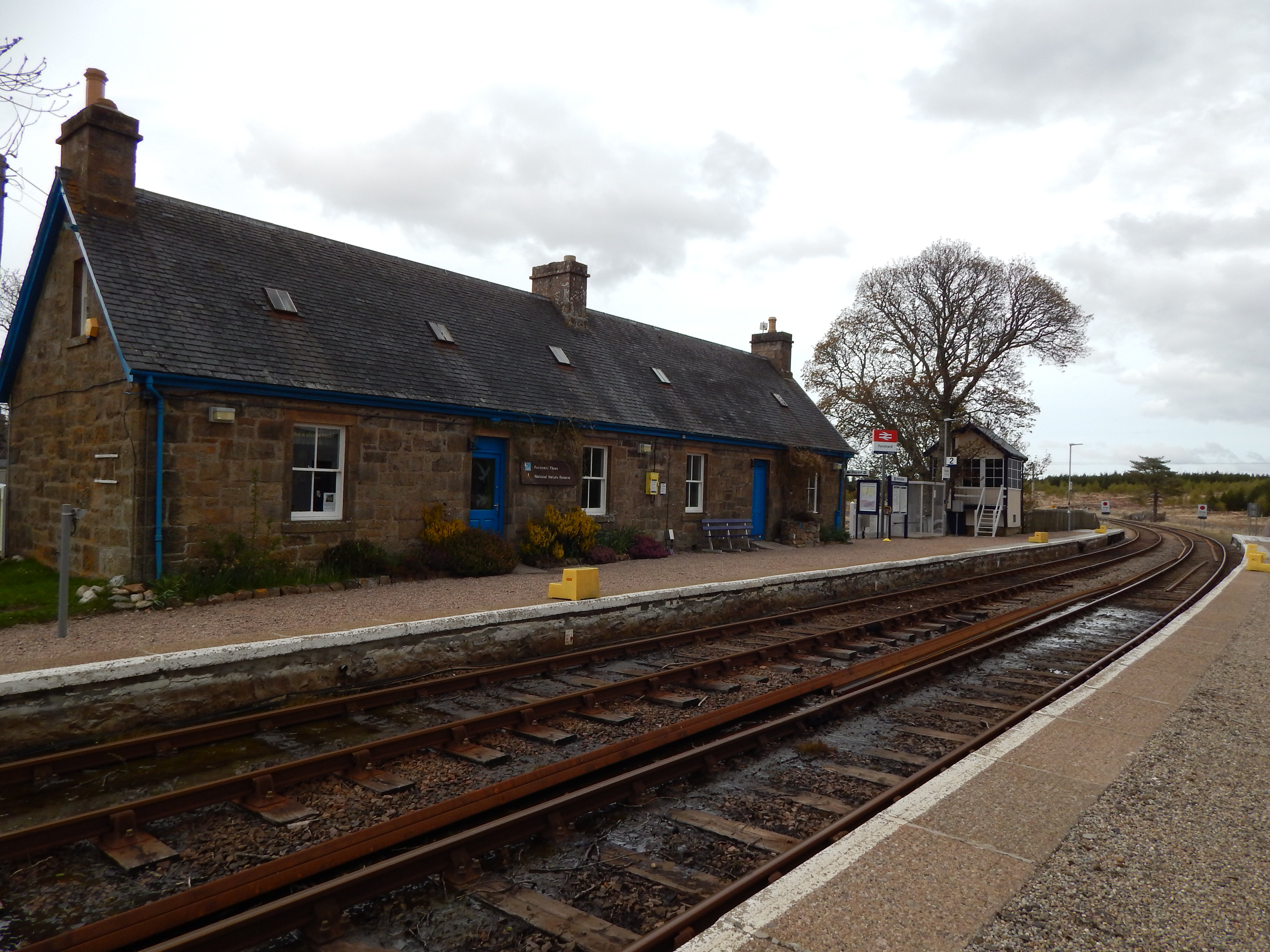
福西纳德的遊客中心
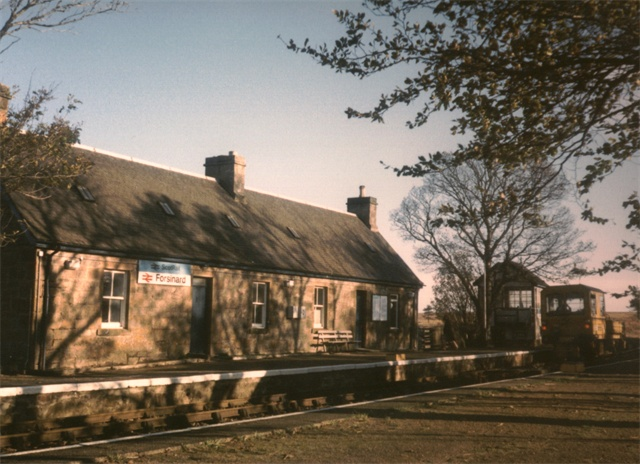
车站大楼（攝於1989年）
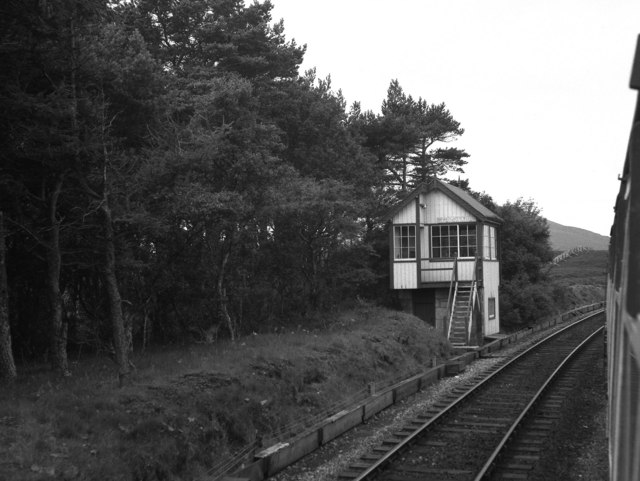
本站的信號樓（攝於1973年）